# دار شعبان الفهری
دار شعبان الفهری (به عربی: دار شعبان الفهری) یک منطقهٔ مسکونی در تونس است که در استان نابل واقع شده‌است. دار شعبان الفهری ۴۲٬۱۴۰ نفر جمعیت دارد.